# Taarab

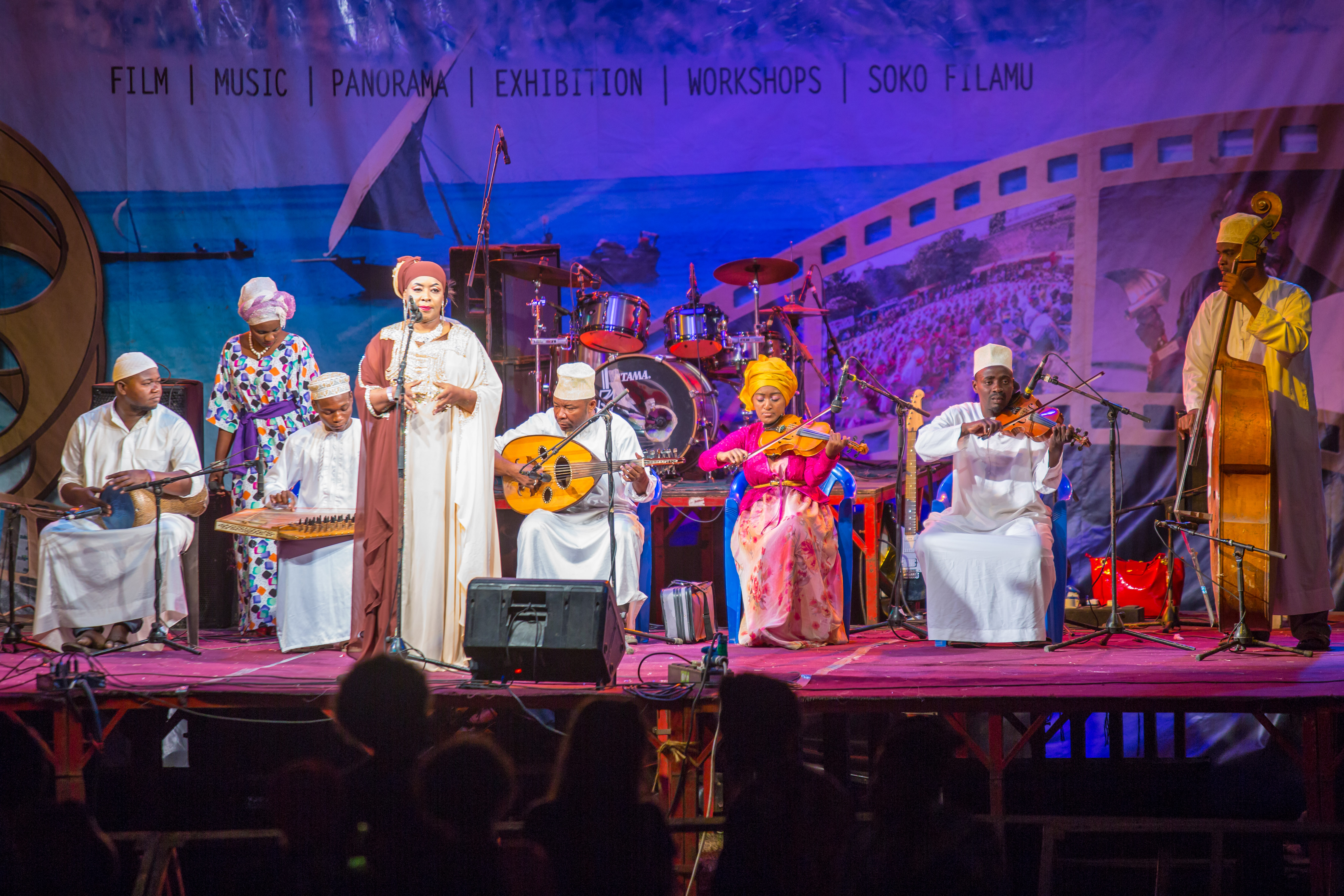
Concierto de taarab realizado por músicos de Tanzania.

El taarab o twarab es un género musical africano, popular en Tanzania y en Kenia.

## Características
Entre las características del taarab se encuentra su absorción de músicas procedentes del este de África, Sur de Asia, África subsahariana, Oriente Próximo y Europa.
El taarab consiguió relevancia a partir de 1928 con la estrella Siti binti Saad.

## Orígenes
De acuerdo con una leyenda local, el taarab comenzó con el sultán Seyyid Barghash bin Said (1870-1888).
Este sultán que disfrutaba de las riquezas y los placeres de la vida comenzó a promover el uso del taarab en Tanzania, que posteriormente se extendería al resto del Este de África.
Se supone que el taarab tiene muestras en Egipto, en el palacio Beit el-Ajab. Hasta tierras egipcias fue enviado Mohamed Ibrahim para aprender música y a tocar el qanun. A su vuelta formó un grupo, la Zanzibar Taarab Orchestra.
En 1905, la segunda sociedad musical de Zanzíbar, el Ikwhani Safaa Musical Club, fue constituido, perdurando hasta nuestros días.

## Principales instrumentos
El sistema más difundido de taarab es el orquestal (tarabu ya kiasili en suajili), que utiliza una gran variedad de instrumentos sobre todo de tradición árabe:
- Qanun
- Laúd árabe
- Junto a otros de cuerda y percusión.

## Cantantes famosos
- Siti binti Saad - de Zanzíbar
- Bi Kidude - de Zanzíbar
- Asha Abdow Saleebaan 'Malika' - Bajuni de Somalia
- Zuhura Swaleh - de Mombasa

- Datos: Q1564596
- Multimedia: Taarab / Q1564596